# Élections européennes de 2014 en Pologne
Les élections européennes de 2014 ont eu lieu entre le 22 et le 25 mai selon les pays, et le dimanche 25 mai 2014 en Pologne. Ces élections étaient les premières depuis l'entrée en vigueur du traité de Lisbonne qui a renforcé les pouvoirs du Parlement européen et modifié la répartition des sièges entre les différents États-membres. Ainsi, les Polonais élisent 51 députés européens au lieu de 50 précédemment.
Majoritaire au sein de la délégation polonaise au Parlement européen entre 2004 et 2014, la Plate-forme civique du président du Conseil des ministres Donald Tusk a remporté ces élections d'une courte tête (32,13 % et 19 élus), devançant le parti Droit et justice (31,78 % et 19 élus) et la coalition de centre gauche SLD-UP (9,44 % et 5 élus).

## Contexte
| Parti ou coalition | Parti ou coalition                                             | Groupe au PE | Sièges en juin 2009 | Sièges en avril 2014 |
| ------------------ | -------------------------------------------------------------- | ------------ | ------------------- | -------------------- |
|                    | Plate-forme civique (PO)                                       | PPE          | 25                  | 24                   |
|                    | Droit et justice (PiS)                                         | CRE          | 15                  | 6                    |
|                    | Alliance de la gauche démocratique - Union du travail (SLD-UP) | S&D          | 7                   | 6                    |
|                    | Parti paysan polonais (PSL)                                    | PPE          | 3                   | 3 + 1                |
|                    | Pologne solidaire (SP)                                         | ELD          |                     | 4                    |
|                    | La Pologne ensemble (PR)                                       | CRE          |                     | 4                    |
|                    | Twój Ruch (TR)                                                 | S&D          |                     | 1                    |
|                    | Indépendants                                                   | CRE          |                     | 2                    |

Parmi les 15 députés européens élus sur les listes du PiS, trois sont passés pendant la législature au PJN, mais ont continué à siéger au sein du groupe CRE. Quatre autres ont rejoint les rangs du SP et ont dès lors siégé au groupe ELD. De plus, deux membres ont quitté le parti, tout en restant dans le groupe CRE. Du côté du PO, l'eurodéputé Artur Zasada a rejoint les rangs du PR. Enfin, un député du SLD a rejoint les rangs de Twój Ruch tout en demeurant dans le groupe S&D.
En application du traité de Lisbonne, un député du PSL, Arkadiusz Tomasz Bratkowski, a rejoint le Parlement européen en 2011, portant le nombre de députés polonais à 51.

## Mode de scrutin
Les eurodéputés polonais sont élus au suffrage universel direct par les citoyens polonais et les ressortissants de l'UE résidant de façon permanente en Pologne, et âgés de plus de 18 ans.

Le scrutin se tient au sein de quatorze circonscriptions selon le mode du vote préférentiel. Les mandats sont attribués par circonscription au niveau national selon la méthode d’Hondt entre les listes ayant dépassé 5 % des suffrages exprimés, puis les sièges sont attribués aux listes selon la méthode du plus fort reste.

## Campagne

### Partis et candidats

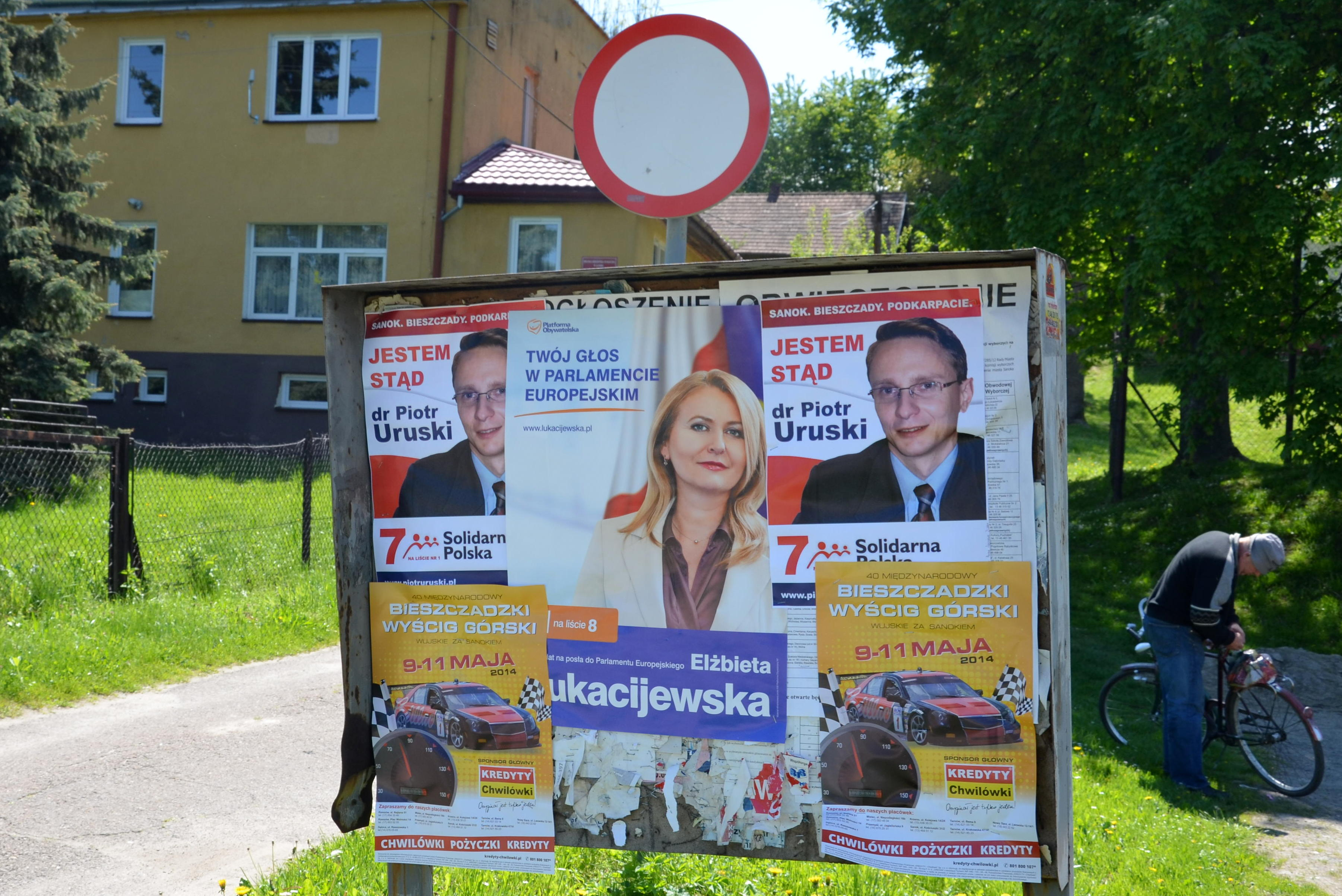
Affiches électorales

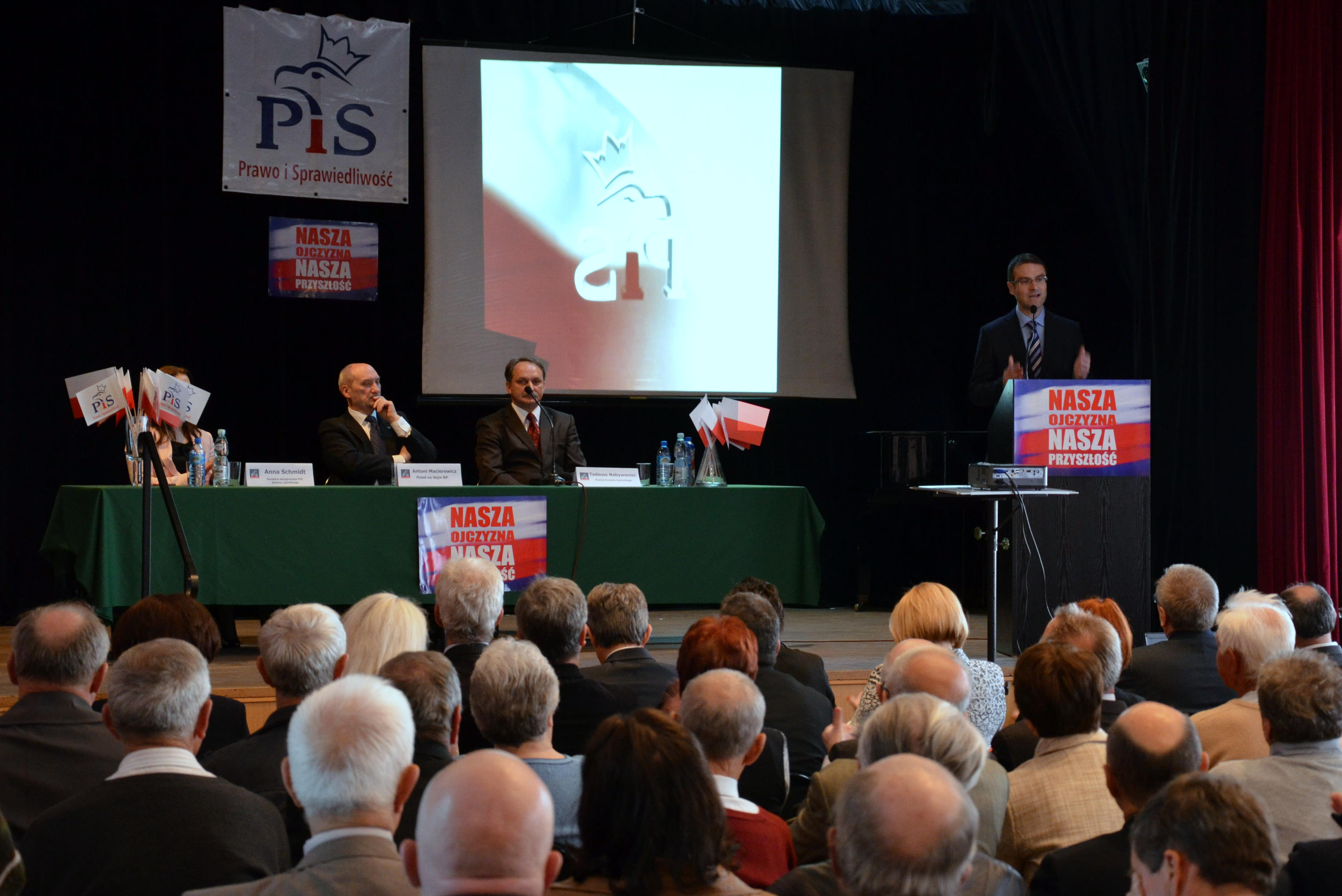
Antoni Macierewicz, candidat de Droit et justice en meeting à Sanok.

Les partis suivants présentent des candidats dans l'ensemble des circonscriptions :
| Parti(s) ou coalition | Parti(s) ou coalition                                                        | Abréviation          | Parti européen |
| --------------------- | ---------------------------------------------------------------------------- | -------------------- | -------------- |
|                       | Pologne solidaire                                                            | SP                   | MELD           |
|                       | Mouvement national + Union de la politique réelle,                           | RN + UPR             |                |
|                       | Alliance de la gauche démocratique - Union du travail                        | SLD-UP               | PSE            |
|                       | Droit et justice + Droite de la République + Parti paysan polonais « Piast » | PiS + PR + PSL Piast | ACRE           |
|                       | Europe Plus Ton mouvement                                                    | E+ TR                |                |
|                       | La Pologne ensemble                                                          | PR                   |                |
|                       | Congrès de la Nouvelle Droite                                                | KNP                  |                |
|                       | Plate-forme civique                                                          | PO                   | PPE            |
|                       | Parti paysan polonais                                                        | PSL                  | PPE            |

Les partis suivants présentent des candidats dans une partie seulement des circonscriptions :
- Parti libertaire + Parti pirate (P3) + Démocratie directe (DB)[7]
- Autodéfense de la république de Pologne (Samoobrona)[8]
- Parti des femmes + Les Verts + Parti socialiste polonais[9]

| Circonscription                 | PO                           | PiS                   | SLD-UP                      | PSL                         | E+ TR               | PR                   | SP               | KNP                          |
| ------------------------------- | ---------------------------- | --------------------- | --------------------------- | --------------------------- | ------------------- | -------------------- | ---------------- | ---------------------------- |
| Poméranie                       | Janusz Lewandowski           | Anna Fotyga           | Longin Pastusiak            | Andrzej Stępniak            | Dorota Gardias      | Daniela Chrapkiewicz | Patryk Jaki      | Artur Dziambor               |
| Couïavie-Poméranie              | Jacek Rostowski              | Kosma Złotowski       | Janusz Zemke                | Eugeniusz Kłopotek          | Kazimiera Szczuka   | Maciej Marzec        |                  | Jacek Kostrzewa              |
| Podlachie et Varmie-Mazurie     | Barbara Kudrycka             | Karol Karski          | Tadeusz Iwiński             | Stanisław Żelichowski       | Małgorzata Kowalska | Jacek Żalek          |                  | Andrzej Wyrębek              |
| Varsovie                        | Danuta Hübner                | Zdzisław Krasnodębski | Wojciech Olejniczak         | Grzegorz Benedykciński      | Ryszard Kalisz      | Paweł Kowal          | Jacek Kurski     | Michał Marusik               |
| Mazovie                         | Julia Pitera                 | Wojciech Jasiński     | Anna Kalata                 | Jarosław Kalinowski         | Andrzej Celiński    | Marek Czarnecki      | Ludwik Dorn      | Krzysztof Szpanelewski       |
| Łódź                            | Jacek Saryusz-Wolski         | Janusz Wojciechowski  | Weronika Marczuk            | Mieczysław Marcin Łuczak    | Ewa Wójciak         | John Godson          |                  | Adam Woch                    |
| Grande Pologne                  | Agnieszka Kozłowska-Rajewicz | Ryszard Czarnecki     | Krystyna Łybacka            | Andrzej Grzyb               | Marek Siwiec        | Dariusz Lipiński     | Andrzej Dera     | Zygmunt Kopacz               |
| Lublin                          | Michał Kamiński              | Waldemar Paruch       | Jacek Czerniak              | Arkadiusz Bratkowki         | Barbara Nowacka     | Andrzej Stanisławek  |                  | Jan Szymona                  |
| Basses-Carpates                 | Elżbieta Łukacijewska        | Tomasz Poręba         | Tomasz Kamiński             | Władysław Kosiniak-Kamysz   | Marta Niewczas      | Kazimierz Jaworski   |                  | Waldemar Zarębski            |
| Petite-Pologne et Sainte-Croix  | Róża Thun                    | Ryszard Legutko       | Joanna Senyszyn             | Czesław Siekierski          | Jan Hartman         | Jarosław Gowin       | Zbigniew Ziobro  | Stanisław Żółtek             |
| Silésie                         | Jerzy Buzek                  | Bolesław Piecha       | Adam Gierek                 | Stanisław Dąbrowa           | Kazimierz Kutz      | Marek Migalski       | Tadeusz Cymański | Janusz Korwin-Mikke          |
| Basse-Silésie et Opole          | Bogdan Zdrojewski            | Dawid Jackiewicz      | Lidia Geringer de Oedenberg | Ilona Galia Antoniszyn-Klik | Robert Kwiatkowski  | Artur Zasada         | Beata Kempa      | Robert Jarosław Iwaszkiewicz |
| Lubusz et Poméranie occidentale | Dariusz Rosati               | Marek Gróbarczyk      | Bogusław Liberadzki         | Jolanta Fedak               | Paweł Piskorski     | Marek Zagórski       |                  | Stefan Oleszczuk             |

### Sondages
| Institut       | Date          | PiS         | PO          | SLD-UP      | E+ TR     | PSL       | PR      | SP        | KNP     |
| -------------- | ------------- | ----------- | ----------- | ----------- | --------- | --------- | ------- | --------- | ------- |
| EWYBORY.EU     | 23.12.2013    | 31,8 % (19) | 23,1 % (13) | 17,5 % (10) | 7,1 % (4) | 6,5 % (3) | 5 % (2) | 2,8 % (0) | -       |
| PIBiA          | 21.01.2014    | (20)        | (17)        | (8)         | (3)       | (3)       | (0)     | (0)       | -       |
| Homo Homini    | 26.01.2014    | 30 %        | 25 %        | 20 %        | 6 %       | 8 %       | 5 %     | 2 %       | 3 %     |
| TNS Polska     | 20.02.2014    | 29 % (22)   | 19 % (15)   | 9 % (7)     | 5 % (3)   | 6 % (4)   | -       | -         | -       |
| Estymator      | 23.02.2014    | 34 % (19)   | 32 % (18)   | 11 % (6)    | 6 % (3)   | 6 % (3)   | 5 % (0) | 2 % (0)   | 3 % (0) |
| Homo Homini    | 21-22.02.2014 | 32 % (15)   | 26 % (19)   | 17 % (9)    | 9 % (5)   | 6 % (3)   | 3 % (0) | 4 % (0)   | 2 % (0) |
| TNS            | 06-07.03.2014 | 33 %        | 30 %        | 10 %        | 9 %       | 6 %       | 4 %     | 4 %       | 4 %     |
| CBOS           | 6-12.03.2014  | 29 %        | 32 %        | 9 %         | 4 %       | 8 %       | 5 %     | 3 %       | 5 %     |
| Homo Homini    | 20.03.2014    | 33,9 %      | 32,7 %      | 12,9 %      | 5,7 %     | 6 %       | 3,4 %   | 2,8 %     | 2,4 %   |
| Ewybory.eu     | 17-22.03.2014 | 33,5 %      | 26,6 %      | 11,0 %      | 12,2 %    | 4,7 %     | 1,8 %   | 2,0 %     | 5,8 %   |
| Homo Homini    | 20.03.2014    | 32,6 %      | 34,2 %      | 13,7 %      | 5,5 %     | 6,4 %     | 2,0 %   | 2,0 %     | 3,0 %   |
| Homo Homini    | 03.04.2014    | 33,0 %      | 31,0 %      | 14,4 %      | 4,6 %     | 5,6 %     | 2,2 %   | 2,2 %     | 7,0 %   |
| Homo Homini    | 17.04.2014    | 31,6 %      | 25,9 %      | 13,9 %      | 8,0 %     | 5,1 %     | 5,0 %   | 2,1 %     | 5,9 %   |
| Ewybory.eu     | 22-26.04.2014 | 31,6 %      | 25,9 %      | 13,9 %      | 8,0 %     | 5,1 %     | 5,0 %   | 2,1 %     | 5,9 %   |
| Millward Brown | 17.05.2014    | 31,0 %      | 32,0 %      | 10,0 %      | 6,0 %     | 6,0 %     | 4,0 %   | 2,0 %     | 8,0 %   |

## Résultats

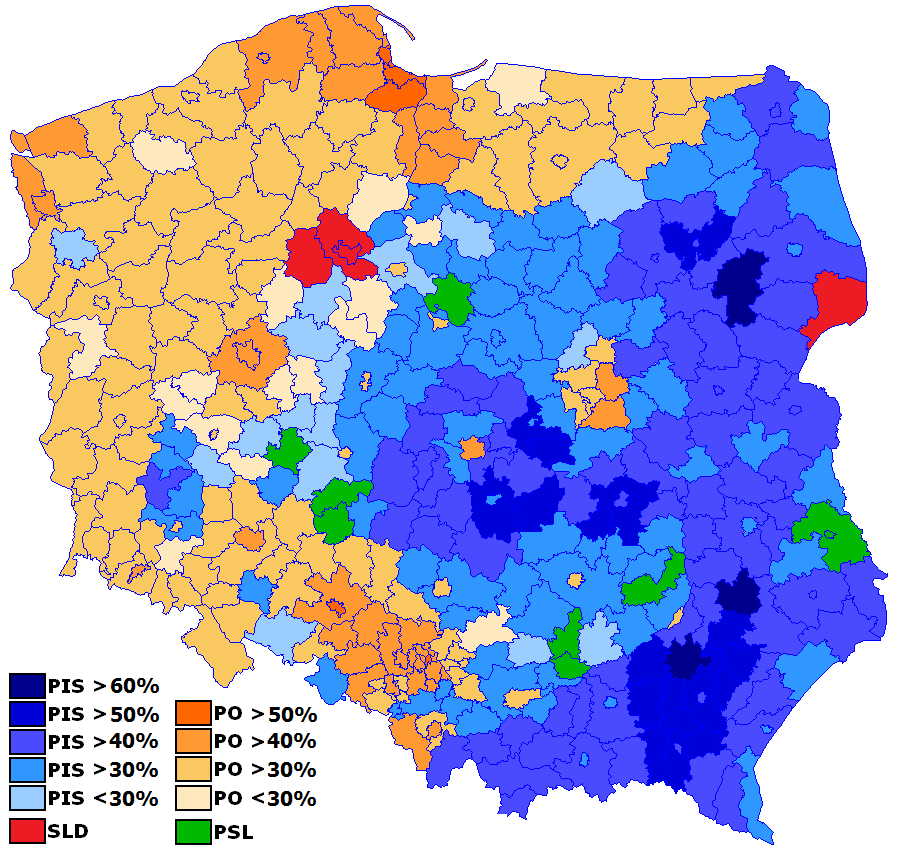
Majorité dans chaque powiat.

| ← Élections au Parlement européen de 2014 |                                                       |            |        |        |        |        |              |
| Parti politique ou coalition              | Parti politique ou coalition                          | Voix       | Voix   | Voix   | Sièges | Sièges | Groupe au PE |
| Parti politique ou coalition              | Parti politique ou coalition                          | #          | %      | +/-    | #      | +/-    | Groupe au PE |
|                                           | Plate-forme civique                                   | 2 271 215  | 32,13  | - 12,3 | 19     | - 6    | PPE          |
|                                           | Droit et justice + Droite de la République            | 2 246 870  | 31,78  | + 4,38 | 19     | + 4    | CRE          |
|                                           | Alliance de la gauche démocratique - Union du travail | 667 319    | 9,44   | - 2,9  | 5      | - 2    | S&D          |
|                                           | Congrès de la Nouvelle Droite                         | 505 586    | 7,15   | N/A    | 4      | N/A    | Non-inscrits |
|                                           | Parti paysan polonais                                 | 480 846    | 6,80   | - 0,21 | 4      | + 1    | PPE          |
|                                           | Pologne solidaire                                     | 281 079    | 3,98   | N/A    | 0      | N/A    |              |
|                                           | Europe Plus Ton mouvement                             | 252 699    | 3,57   | N/A    | 0      | N/A    |              |
|                                           | La Pologne ensemble                                   | 223 733    | 3,16   | N/A    | 0      | N/A    |              |
|                                           | Mouvement national + Union de la politique réelle     | 98 545     | 1,39   | N/A    | 0      | N/A    |              |
|                                           | Les Verts                                             | 22 481     | 0,32   | N/A    | 0      | N/A    |              |
|                                           | Démocratie directe                                    | 16 222     | 0,23   | N/A    | 0      | N/A    |              |
|                                           | Autodéfense de la république de Pologne               | 2 729      | 0,04   | - 1,42 | 0      | =      |              |
|                                           |                                                       |            |        |        |        |        |              |
| Inscrits                                  | Inscrits                                              | 30 636 537 | 100,00 |        |        |        |              |
| Votants                                   | Votants                                               | 7 297 490  | 23,83  |        |        |        |              |
| Blancs et nuls                            | Blancs et nuls                                        | 228 005    | 3,12   |        |        |        |              |
| Exprimés                                  | Exprimés                                              | 7 069 324  | 96,88  |        |        |        |              |

| Parti polonais                                        | Députés européens | Parti européen                                      | Groupe au PE |
| ----------------------------------------------------- | ----------------- | --------------------------------------------------- | ------------ |
| Plate-forme civique                                   | 19                | Parti populaire européen                            | PPE          |
| Parti paysan polonais                                 | 4                 | Parti populaire européen                            | PPE          |
| Droit et justice                                      | 18                | Alliance des conservateurs et réformistes européens | CRE          |
| Droite de la République                               | 1                 |                                                     | CRE          |
| Alliance de la gauche démocratique - Union du travail | 5                 | Parti socialiste européen                           | S&D          |
| Congrès de la Nouvelle Droite                         | 4                 | –                                                   | Non-inscrits |